# 精神保健福祉センター
精神保健福祉センター（せいしんほけんふくしせんたー）とは、精神保健及び精神障害者福祉に関する法律第6条に定められた精神障害者の福祉の増進を図るために設置された機関。都道府県単位、または政令指定都市に設置されている。都道府県によっては精神医療センターと名前をつけているところもある。

## 業務
- 精神保健福祉及び精神障害者の福祉に関する知識の普及、及び調査研究。
- 精神保健福祉及び精神障害者の福祉に関する相談及び指導のうち複雑又は困難なもの。
- 精神医療審査会の事務。
- 精神保健及び精神障害者福祉に関する法律第四十五条第一項の申請に基づく決定及び障害者自立支援法第五十二条第一項に規定する支給認定（精神障害者に係るものに限る。）に関する事務のうち専門的な知識及び技術を必要とするもの。
- 障害者自立支援法第二十二条第二項の規定により、市町村が同条第一項に規定する支給要否決定を行うにあたって意見を述べること。
- 障害者自立支援法第二十六条第一項の規定により、市町村に対し技術的事項についての協力その他必要な援助を行うこと。
- 精神障害者保健福祉手帳の等級判定。

## 精神保健福祉センターの一覧[1]
| 名称                                       | 郵便番号 | 住所                                                                                | 電話番号     |
| 北海道立精神保健福祉センター               | 003-0027 | 札幌市白石区本通16丁目北６－34                                                      | 011-864-7121 |
| 札幌こころのセンター                       | 060-0042 | 札幌市中央区大通西19 WEST19－４階                                                   | 011-622-0556 |
| 青森県立精神保健福祉センター               | 038-0031 | 青森県青森市三内字沢部353－92                                                       | 017-787-3951 |
| 岩手県精神保健福祉センター                 | 020-0015 | 岩手県盛岡市本町通３－19－１                                                        | 019-629-9617 |
| 宮城県精神保健福祉センター                 | 989-6117 | 宮城県大崎市古川旭５－７－20                                                        | 0229-23-0021 |
| 仙台市精神保健福祉総合センター             | 980-0845 | 仙台市青葉区荒巻字三居沢１－６                                                      | 022-265-2191 |
| 秋田県精神保健福祉センター                 | 010-0864 | 秋田県秋田市手形住吉町3番6号 秋田県子ども・女性・障害者相談センター精神保健福祉部内 | 018-831-3946 |
| 山形県精神保健福祉センター                 | 990-0021 | 山形県山形市小白川町２－３－30                                                      | 023-674-0139 |
| 福島県精神保健福祉センター                 | 960-8012 | 福島県福島市御山町８－30                                                            | 024-535-3556 |
| 茨城県精神保健福祉センター                 | 310-0852 | 茨城県水戸市笠原町993－２                                                           | 029-243-2870 |
| 栃木県精神保健福祉センター                 | 329-1104 | 栃木県宇都宮市下岡本町2145－13                                                      | 028-673-8785 |
| 群馬県こころの健康センター                 | 379-2166 | 群馬県前橋市野中町368                                                               | 027-263-1156 |
| 埼玉県立精神保健福祉センター               | 362-0806 | 埼玉県北足立郡伊奈町小室818－２                                                     | 048-723-3333 |
| さいたま市こころの健康センター             | 330-0071 | さいたま市浦和区上木崎４－４－10                                                    | 048-762-8548 |
| 千葉県精神保健福祉センター                 | 260-0801 | 千葉市中央区仁戸名町666－２                                                         | 043-263-3891 |
| 千葉市こころの健康センター                 | 261-0003 | 千葉市美浜区高浜２－１－16                                                          | 043-204-1582 |
| 東京都立精神保健福祉センター               | 110-0004 | 東京都台東区下谷１－１－３                                                          | 03-3844-2210 |
| 東京都立中部総合精神保健福祉センター       | 156-0057 | 東京都世田谷区上北沢２－１－７                                                      | 03-3302-7575 |
| 東京都立多摩総合精神保健福祉センター       | 206-0036 | 東京都多摩市中沢２－１－３                                                          | 042-376-1111 |
| 神奈川県精神保健福祉センター               | 233-0006 | 横浜市港南区芹が谷２－５－２                                                        | 045-821-8822 |
| 横浜市こころの健康相談センター             | 231-0005 | 横浜市中区本町２－22 京阪横浜ビル10階                                               | 045-671-4455 |
| 川崎市精神保健福祉センター                 | 210-0005 | 川崎市川崎区東田町８ パレールビル12階                                               | 044-200-3195 |
| 相模原市精神保健福祉センター               | 252-5277 | 相模原市中央区富士見６－１－１ ウェルネスさがみはら７階                             | 042-769-9818 |
| 新潟県精神保健福祉センター                 | 950-0994 | 新潟市中央区上所２－２－３                                                          | 025-280-0111 |
| 新潟市こころの健康センター                 | 951-8133 | 新潟市中央区川岸町１－57－１                                                        | 025-232-5560 |
| 富山県心の健康センター                     | 939-8222 | 富山県富山市蜷川459－１                                                             | 076-428-1511 |
| 石川県こころの健康センター                 | 920-8201 | 石川県金沢市鞍月東２－６                                                            | 076-238-5761 |
| 福井県総合福祉相談所                       | 910-0026 | 福井県福井市光陽２－３－36                                                          | 0776-26-4400 |
| 山梨県立精神保健福祉センター               | 400-0005 | 山梨県甲府市北新１－２－12 山梨県福祉プラザ３階                                     | 055-254-8644 |
| 長野県精神保健福祉センター                 | 381-8577 | 長野県長野市下駒沢618-1                                                             | 026-266-0280 |
| 岐阜県精神保健福祉センター                 | 502-0854 | 岐阜県岐阜市鷺山向井2563－18                                                        | 058-231-9724 |
| 静岡県精神保健福祉センター                 | 422-8031 | 静岡市駿河区有明町２－20                                                            | 054-286-9245 |
| 静岡市こころの健康センター                 | 420-0821 | 静岡市葵区柚木1014番地                                                              | 054-262-3011 |
| 浜松市精神保健福祉センター                 | 430-0929 | 浜松市中央区中央１－12－１ 県浜松総合庁舎４階                                       | 053-457-2709 |
| 愛知県精神保健福祉センター                 | 460-0001 | 名古屋市中区三の丸３－２－１ 東大手庁舎                                             | 052-962-5377 |
| 名古屋市精神保健福祉センター               | 453-0024 | 名古屋市中村区名楽町４－７－18 ５階                                                 | 052-483-3022 |
| 三重県こころの健康センター                 | 514-8567 | 三重県津市桜橋３－446－34                                                           | 059-223-5241 |
| 滋賀県立精神保健福祉センター               | 525-0072 | 滋賀県草津市笠山８－４－25                                                          | 077-567-5010 |
| 京都府精神保健福祉総合センター             | 612-8416 | 京都市伏見区竹田流池町120                                                           | 075-641-1810 |
| 京都市こころの健康増進センター             | 604-8854 | 京都市中京区壬生仙念町30                                                            | 075-314-0355 |
| 大阪府こころの健康総合センター             | 558-0056 | 大阪市住吉区万代東３－１－46                                                        | 06-6691-2811 |
| 大阪市こころの健康センター                 | 534-0027 | 大阪市都島区中野町５－15－21 都島センタービル３階                                   | 06-6922-8520 |
| 堺市こころの健康センター                   | 590-0808 | 堺市堺区旭ヶ丘中町４－３－１ 健康福祉プラザ３階                                     | 072-245-9192 |
| 兵庫県精神保健福祉センター                 | 651-0073 | 神戸市中央区脇浜海岸通１－３－２                                                    | 078-252-4980 |
| 神戸市精神保健福祉センター                 | 650-0016 | 神戸市中央区橘通３丁目４番１号 神戸市立総合福祉センター３階                         | 078-371-1900 |
| 奈良県精神保健福祉センター                 | 633-0062 | 奈良県桜井市粟殿1000                                                                | 0744-47-2251 |
| 和歌山県精神保健福祉センター               | 640-8319 | 和歌山県和歌山市手平２－１－２ 県民交流プラザ和歌山ビッグ愛２階                     | 073-435-5194 |
| 鳥取県立精神保健福祉センター               | 680-0901 | 鳥取県鳥取市江津318－１                                                             | 0857-21-3031 |
| 島根県立心と体の相談センター               | 690-0011 | 島根県松江市東津田町1741－３ いきいきプラザ島根２階                                 | 0852-21-2045 |
| 岡山県精神保健福祉センター                 | 700-0985 | 岡山市北区厚生町３－３－１                                                          | 086-201-0828 |
| 岡山市こころの健康センター                 | 700-8546 | 岡山市北区鹿田町１－１－１                                                          | 086-803-1273 |
| 広島県立総合精神保健福祉センター           | 731-4311 | 広島県安芸郡坂町北新地２－３－77                                                    | 082-884-1051 |
| 広島市精神保健福祉センター                 | 730-0043 | 広島市中区富士見町11－27                                                            | 082-245-7731 |
| 山口県精神保健福祉センター                 | 753-0814 | 山口県山口市吉敷下東４－17－１                                                      | 083-902-2672 |
| 徳島県精神保健福祉センター                 | 770-0855 | 徳島県徳島市新蔵町３－80                                                            | 088-602-8911 |
| 香川県精神保健福祉センター                 | 760-0068 | 香川県高松市松島町１－17－28 香川県高松合同庁舎４階                                 | 087-804-5566 |
| 愛媛県心と体の健康センター                 | 790-0811 | 愛媛県松山市本町７－２ 愛媛県総合保健福祉センター内                                 | 089-911-3880 |
| 高知県立精神保健福祉センター               | 780-0850 | 高知県高知市丸ノ内２－４－１ 高知県保健衛生総合庁舎１階                             | 088-821-4966 |
| 福岡県精神保健福祉センター                 | 816-0804 | 福岡県春日市原町３－１－７ 福岡児童相談所等庁舎２階                                 | 092-582-7500 |
| 北九州市立精神保健福祉センター             | 802-8560 | 北九州市小倉北区馬借１－７－１ 北九州市総合保健福祉センター５階                     | 093-522-8729 |
| 福岡市精神保健福祉センター                 | 810-0073 | 福岡市中央区舞鶴２－５－１ あいれふ３階                                             | 092-737-8825 |
| 佐賀県精神保健福祉センター                 | 845-0001 | 佐賀県小城市小城町178－９                                                           | 0952-73-5060 |
| 長崎県長崎こども・女性・障害者支援センター | 852-8114 | 長崎県長崎市橋口町10－22                                                            | 095-846-5115 |
| 熊本県精神保健福祉センター                 | 862-0920 | 熊本市東区月出３－１－120                                                           | 096-386-1166 |
| 熊本市こころの健康センター                 | 862-0971 | 熊本市中央区大江５－１－１ ウェルパルくまもと３階                                   | 096-362-8100 |
| 大分県こころとからだの相談支援センター     | 870-1155 | 大分県大分市大字玉沢908                                                             | 097-541-5276 |
| 宮崎県精神保健福祉センター                 | 880-0032 | 宮崎県宮崎市霧島１－１－２ 宮崎県総合保健センター４階南                             | 0985-27-5663 |
| 鹿児島県精神保健福祉センター               | 890-0021 | 鹿児島県鹿児島市小野１－１－１ ハートピアかごしま２階                               | 099-218-4755 |
| 沖縄県立総合精神保健福祉センター           | 901-1104 | 沖縄県島尻郡南風原町宮平212－３                                                     | 098-888-1443 |